# ناحية مركز حارم
ناحية مركز حارم إحدى نواحي سوريا تتبع إداريّاً لمحافظة إدلب منطقة حارم ومركزها بلدة حارم، بلغ تعداد سكان الناحية 12,894 نسمة حسب التعداد السكاني لعام 2004.

## مدن وبلدات وقرى مركز حارم
عريبا، بسنيا، حارم، كفرحوم، كفر مو، ميرا سحاق.